# Hispania Tarraconensis
Hispania Tarraconensis, případně pouze Tarraconensis, byla jedna z římských provincií v Hispánii. Zahrnovala severní část Pyrenejského poloostrova, včetně většiny středomořského pobřeží nynějšího Španělska. Dnešní Andalusie v jižním Španělsku tvořila provincii pojmenovanou Hispania Baetica. Při pobřeží Atlantského oceánu na západě se pak rozkládala provincie Lusitania.

## Historie
Po skončení druhé punské války zřídili Římané v roce 197 př. n. l. ve východní části Pyrenejského poloostrova provincii Hispania Citerior („Bližší Hispánie“), jež byla spravována propraetorem. Na jihu poloostrova byla současně vytvořena provincie Hispania Ulterior („Vzdálenější Hispánie“). Ve vnitrozemí probíhaly dalších téměř 200 let tvrdé boje mezi Římany a domorodými iberskými kmeny, přičemž ještě za Julia Caesara si severní oblasti mezi Pyrenejemi a Galicií uchovávaly svoji nezávislost. Začlenění poloostrova do římské říše bylo završeno teprve za Augusta v roce 19 př. n. l. po porážce Kantabrů, posledního svobodného kmene, žijícího na severozápadě Hispánie.
Během reorganizace vnitřního uspořádání říše v roce 27 př. n. l. připadla Hispania Citerior mezi tzv. císařské provincie. Zároveň obdržela nový název – Hispania Tarraconensis, podle svého správního střediska města Tarraco (moderní Tarragona v Katalánsku). Tarraconensis poskytovala říši řadu cenných obchodních artiklů jako dřevo, zlato, železo, cín, olovo, mramor, keramiku, víno a olivový olej. Kromě Tarraca se tu nacházela další důležitá města jako Saguntum (dnešní Sagunto), Valentia (Valencie) či Carthago Nova (Cartagena).
V roce 61 se stal jejím místodržitelem Servius Sulpicius Galba, který byl v letech 68 až 69 římským císařem. Po něm zde jako procurator působil slavný spisovatel Plinius starší. Za císaře Diocletiana byly od Tarraconensis odděleny dvě nové provincie: Gallaecia et Asturia a Carthaginiensis.
Existence Hispanie Tarraconensis přetrvala až do doby invaze germánských kmenů, jež započala v roce 409. Nastalého chaosu využili Vaskoni (Baskové) a Kantabrové k povstání proti římské vládě. Koncem 5. století padla většina území někdejší Tarraconensis do rukou Vizigótů.

## Obyvatelstvo a náboženství

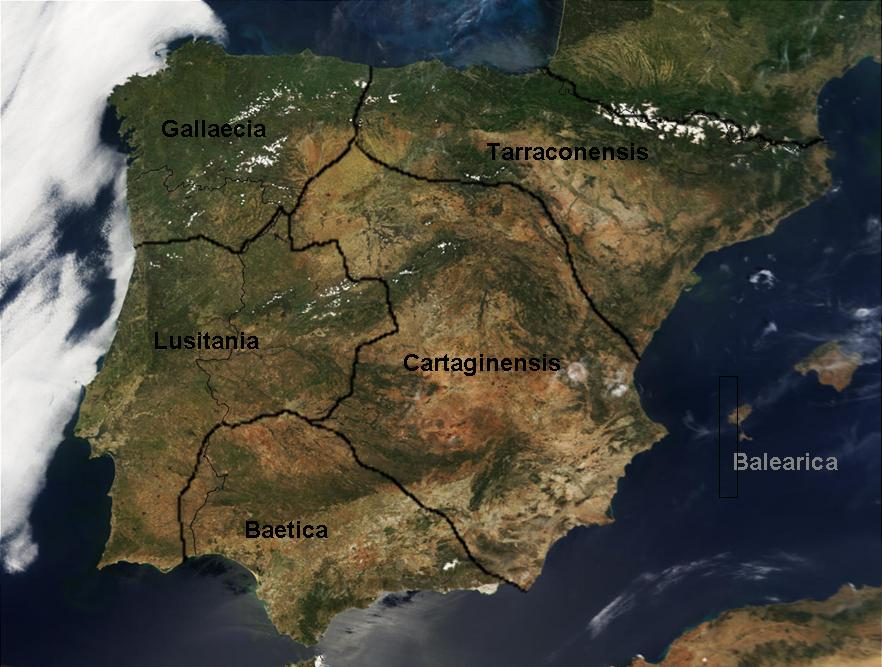
Hispánie po Diocletianově správní reformě

Po svém příchodu do Ibérie na konci 3. století př. n. l. narazili Římané na místní iberské obyvatelstvo, které se v průběhu předchozích staletí částečně smísilo s Kelty, z čehož vznikla keltiberská kultura typická pro předřímskou Hispánii. Středomořské pobřeží bylo už od 8. století př. n. l. kolonizováno Féničany a Kartaginci. Rovněž Řekové založili v Hispánii několik osad. K etnické pestrosti poloostrova přispěli i samotní Římané, kteří zde zakládali vlastní města, v nichž se usazovali italští a latinští osadníci. Od 3. století je prokázána taktéž přítomnost židovských artefaktů. Kulturní rozmanitost ještě umocnil příchod Germánů v 5. století, po nichž měli o několik staletí později následovat maurští nájezdníci ze severní Afriky.
Nejpopulárnějšími božstvy v římské Hispánii byly bohyně Isis a Magna Mater – velká matka. Silnou oblibu si zachovávali rovněž kartaginsko-féničtí bohové Melkart a Tanit-Caelestis. Římský pantheon záhy přejal zdejší náboženské kulty (Melkart se tak stal Herkulem, jehož Římané přebrali pro změnu od Řeků). V Hispánii bylo silně rozšířeno uctívání Baala Hammona, jenž byl nejvýznamnějším bohem v Kartágu. Také další egyptští bohové, jako třeba Bes a Osiris, tady měli silný vliv.